# Florencio Asenjo
Florencio Gonzalez Asenjo (født 28. september 1926 i Buenos Aires, Argentina - død 10. juni 2013 i Pittsburgh, Pennsylvania, USA) var en argentinsk/amerikansk komponist, professor, lærer og matematiker.
Asenjo studerede komposition privat hos den spanske komponist Jaime Pahissa i Argentina. Han var uddannet matematiker på La Plata Universitet i Argentina, hvor han også underviste efter endt eksamen. Han kom til USA (1958), hvor han blev lærer og professor i teori og matematik på Universitetet i Georgetown, og Universitetet i Southern Illinois. Han komponerede som freelance komponist ved siden af dette erhverv. Asenjo har skrevet otte symfonier, orkesterværker, kammermusik, koncertmusik og klaverstykker etc. 
Hans symfonier er indspillet på cd på f.eks. Chandos Records, og er blevet spillet af mange symfoniorkestre Verden over, som f.eks. af det Bulgarske Filharmoniske Symfoniorkester, og Warsawa Nationale Filharmoniske Orkester. Han var primært en symfonisk og orkestral komponist.

## Udvalgte værker
- Symfoni nr. 1 (1948) - for strygere
- Symfoni nr. 2 "Maximalist"  "Instrumentale dialoger" (1978) - for orkester
- Symfoni nr. 3 "Krystalliseringer" (1987) - for orkester
- Symfoni nr. 4 "Udgydelser" (2003) - for orkester
- Symfoni nr. 5 "Allestedsnærværelse" (2003) - for orkester
- Symfoni nr. 6 "Lidenskab og apotheose" (2004) i to satser - for orkester
- Symfoni nr. 7 "Resonanser" (2006) - for Solo Instrumenter og orkester
- Symfoni nr. 8 "Koncertante" (2008) - for orkester